# Like Father, Like Son (film 1914 Ricketts)
Like Father, Like Son è un cortometraggio muto del 1914 diretto da Thomas Ricketts. Prodotto dalla Flying A e distribuito dalla Mutual Film, aveva come interpreti Ed Coxen, Winifred Greenwood, George Field.

## Trama
Dopo avere scontato vent'anni in carcere per appropriazione indebita, l'ex impiegato di banca Edward Longley, quando esce non trova più né la moglie né il figlio. Con il suo passato, non trova neanche un lavoro e, per vivere, finisce per andare a fare lo spazzino. Un giorno, sulla strada, viene investito da un'auto. Portato a casa dell'autista, la madre di questi riconosce in lui il marito. Gli racconta che, attualmente, il loro figlio, Paul, lavora nella stessa banca dove aveva lavorato anche lui prima di finire in galera, e gli chiede di non rivelare la propria identità al giovane, per non intralciargli la carriera. Paul, il figlio, gli trova un lavoro come guardiano notturno. Ma, come ai suoi tempi Edward era stato un giocatore d'azzardo, anche il figlio ha ereditato la passione per il gioco. E, come lui, che aveva preso del denaro per ripianare i propri debiti di gioco, pure Paul ricorre allo stesso sistema, rischiando di venire scoperto come era avvenuto per il padre. Edward si accorge del furto e prega per il figlio. Per fortuna, prima che l'ammanco venga scoperto, Paul rimette il denaro sottratto al suo posto. Edward se ne va via per sempre, ma lascia una lettera per il figlio dove gli racconta la propria storia.

## Produzione
Il film fu prodotto dalla American Film Manufacturing Company (come Flying A).

## Distribuzione
Distribuito negli Stati Uniti dalla Mutual Film, il film - un cortometraggio di genere drammatico in due bobine - uscì nelle sale il 6 aprile 1914.